# Voorkant van de maan

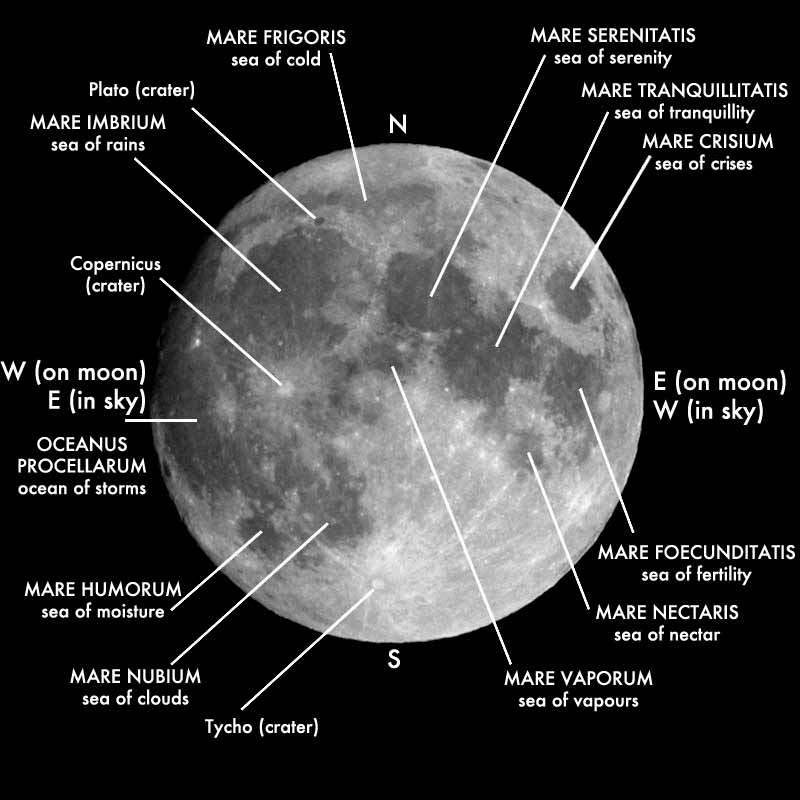
De Engelse namen van de grote zeeën en kraters op de voorkant van de maan

De voorkant van de maan is het halfrond van de maan dat permanent naar de aarde gericht is, en derhalve als enige kant van de maan zichtbaar is vanaf de aarde. Dit komt doordat de maan net zo snel om haar as draait als dat zij om de aarde draait. Dit verschijnsel wordt in de astronomie ook wel synchrone rotatie genoemd. De tegenpool van de voorkant is de achterkant van de maan. Onder sommige maria liggen mascons, zware gesteenten.
De maan wordt direct verlicht door de zon. De richting van waaruit de maan wordt beschenen zorgt voor de schijngestalten. 

## Namen
De voorkant van de maan wordt gekenmerkt door grote donkere vlekken, waarvan astronomen ooit aannamen dat het zeeën waren. Ze werden voor het eerst in kaart gebracht in de 17e eeuw, met name door Giovanni Battista Riccioli en Francesco Maria Grimaldi, en kregen daarbij namen die refereren aan de theorie dat het zeeën zijn. Zo dragen ze namen met bijvoorbeeld oceanus of "mare" (zee, meervoud maria). Hoewel inmiddels bekend is dat deze maria niet gevuld zijn met water, worden deze namen nog altijd gebruikt.

## Oriëntatie
De afbeelding op deze pagina is getekend zoals dat normaal gebruikelijk is bij kaarten; met de noordpool boven en de zuidpool onder. Astronomen keren de kaart echter vaak om, zodat deze in overeenstemming is met het beeld van de maan door een telescoop.
Oost en west zijn op de voorkant van de maan onderhevig aan waar men zich bevindt. Indien men op de maan staat bevinden ze zich waar men ze verwacht te vinden ten opzichte van de noord- en zuidpool, maar indien men zich op aarde bevindt en naar de maan kijkt bevinden ze zich juist op de tegenovergestelde posities. Indien een locatie op de maan wordt aangegeven met coördinaten moet altijd rekening worden gehouden met of er gebruik is gemaakt van geografische - of selenografische coördinaten, of van astronomische coördinaten. Ook de positie van waar men zich op aarde bevindt is van invloed op hoe men de voorkant van de maan ziet.